# أوينة تشي (بهي دهبكري)
أوینة تشي (بالفارسية: اوینه‌چی) هي قرية تقع في إيران في قسم بهي دهبکري الريفي. يقدر عدد سكانها بـ 107 نسمة بحسب إحصاء 2016.